# Engelske, private kostskolers fodboldspil
I løbet af den tidlige, moderne æra udviklede elever, tidligere elever og lærere på engelske, private kostskoler de første regler for fodboldagtigt spil, mest kendt Eton College (1815) og Aldenham-skolen (1825) De mest kendte af disse er rugby (1845). Britiske kostskoler havde også direkte indflydelse på fodbold. Privatskoler som blev mest besøgt af drenge fra de øvre klasser tager meget af æren for skabelsen af fodboldagtige spil. For det første viser beviser at i løbet af det 16. århundrede, ændrede de det populære middelalderfodbold til organiseret holdsport, som var til fordel for skoledrengene. For det andet går mange referencer til fodbold i litteraturen tilbage til folk, der havde studeret på disse skoler, hvilket viser, at de var kendt med spillet. Til sidst, i det 19. århundrede, var tidligere engelske kostskoledrenge med til at skrive de første formelle regler i et møde arrangeret af to personer fra Shrewsbury. Disse versioner af fodboldreglerne var grundlaget for Cambridge-reglerne og Fodboldloven, hvoraf kun et af dem bliver i Shrewsburys bibliotek.